# Asellus Primus
Asellus Primus (theta Boötis, lat: "het eerste ezeltje") is een dubbelster in het sterrenbeeld Ossenhoeder (Boötes). De hoofdcomponent, theta Boötis A wordt begeleid door een Type M rode dwerg op een afstand van ongeveer 70 boogseconden. Hoewel de baan van deze ster niet is vastgesteld, bewegen beide zich met gelijke snelheid en richting, zodat aan de aard van het stelsel weinig twijfel bestaat. De periode van het stelsel bedraagt minstens 25.000 jaar en de afstand tussen beide is minstens 1000 AE (25 keer de afstand van de Zon tot Pluto). Het stelsel zal naar alle waarschijnlijkheid in de toekomst uit elkaar worden getrokken door de getijdenwerking van de Melkweg.